# Ер'яман (стадіон)
Стадіон «Ер'яман» (тур. Eryaman Stadyumu) — футбольний стадіон, розташований в районі Ер'яман в Анкарі, Туреччина. Має місткість 22 000 глядачів і є домашньою ареною футбольних клубів «Анкарагюджю» та «Генчлербірлігі».

## Історія
Коли стадіон 19 травня, який розташований у центрі міста, застарів, йому почали будувати альтернативу в районі Еряман. Фундамент нового стадіону був закладений 5 травня 2016 року. Спочатку планувалося зробити його з місткістю 18 000 глядачів, але згодом було збільшено до 22 000. Тому проект було переглянуто і дата відкриття стадіону була відкладена. 
28 січня 2019 року стадіон був відкритий матчем Суперліги між командами «Анкарагюджю» та «Аланіяспор», у якому господарі виграли 2:0. Перший гол на стадіоні забив анголець Джалма Кампуш.
7 серпня 2019 року на стадіоні пройшов матч за Суперкубок Туреччини 2019 року, у якому «Галатасарай» обіграв з рахунком 1:0 «Акхісар Беледієспор».

## Інфраструктура
Стадіон місткістю 22 000 глядачів побудований на площі 62 тис. 255 кв. км. Він складається з чотирьох ярусів, має VIP-ложу на 1222 людини, особисту ложу на 658 осіб, 20 місць для людей з інвалідністю та трибуну для преси на 48 осіб. Крім того, є понад 5 тисяч квадратних метрів торгової площі, відкрита автостоянка для 734 транспортних засобів, закрита автостоянка на 38 транспортних засобів.
Маючи гібридне трав'яне покриття, цей стадіон став першим у Анкарі, який застосував цю систему. Крім того, на стадіоні є вентиляція газону, система обігріву та зрошення.